# John Sherman
John Sherman (Lancaster, 1823. május 10. – Washington, 1900. október 22.) az Amerikai Egyesült Államok szenátora (Ohio, 1861–1877 és 1881–1897) és 32. pénzügyminisztere (1877-1881). 1902 és 1929 között Sherman portréja szerepelt a National Bank Note típusú 50 dolláros bankjegy előoldalán.